# Kleszczówna
Kleszczówna (ukr. Кліщівна) – wieś na Ukrainie, w obwodzie iwanofrankiwskim, w rejonie rohatyńskim.